# Rathaus (Allersberg)

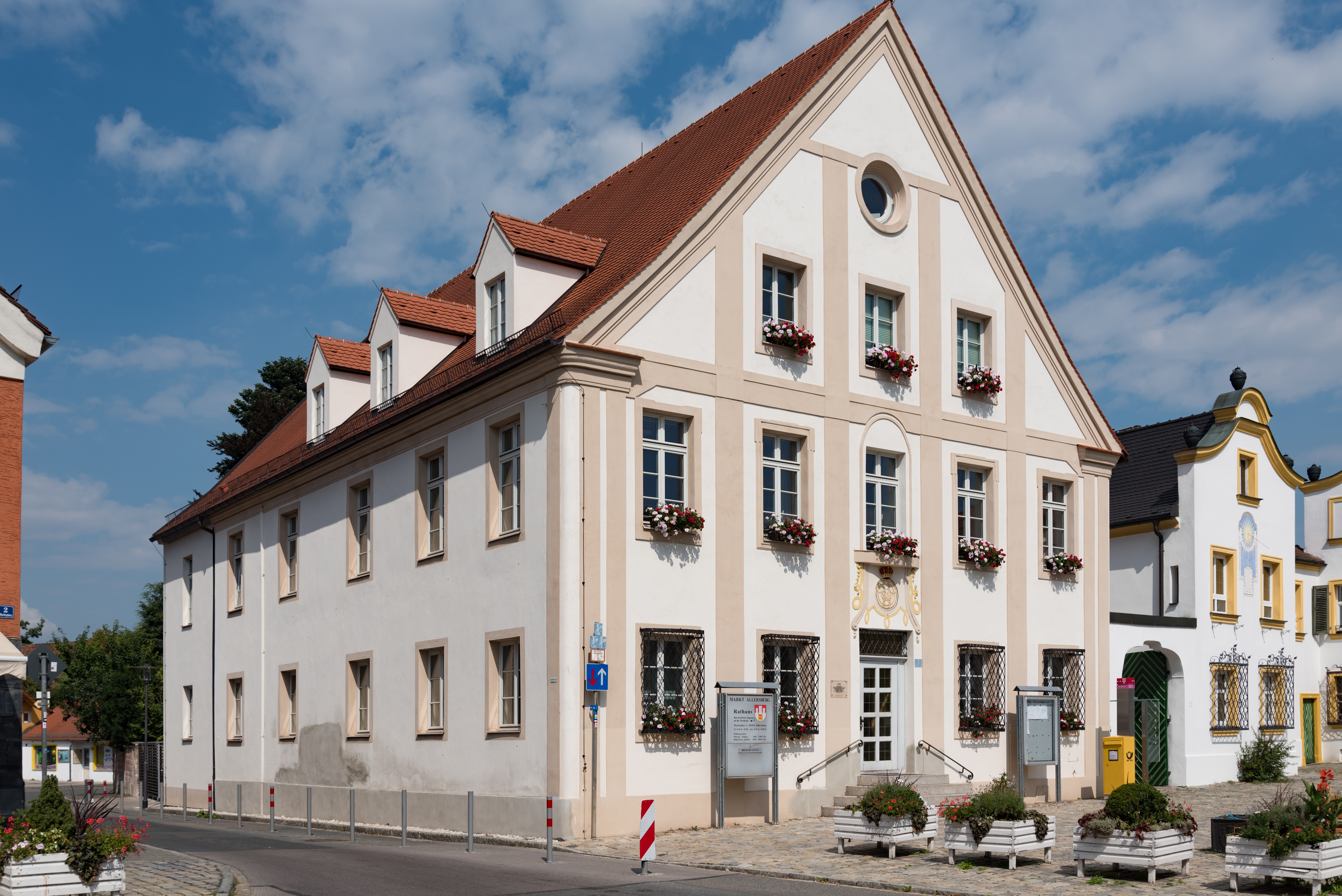
Rathaus in Allersberg

Das Rathaus in Allersberg, eines Marktes im mittelfränkischen Landkreis Roth in Bayern, wurde um 1730 errichtet. Das Rathaus am Marktplatz 1 ist ein geschütztes Baudenkmal.

## Geschichte und Beschreibung
Im barocken Gebäude befand sich das ehemalige Amtsgericht, dann das Schulhaus und seit 1950 ist das Rathaus der Gemeinde darin untergebracht.
Der zweigeschossige, giebelständige Massivbau mit Satteldach weist eine Fassadengliederung durch Putzbänder auf.